# Catálogo de la flora del Rif oriental
Catálogo de la flora del Rif oriental (abreviado Cat. Fl. Rif Orient.) es un libro con ilustraciones y descripciones botánicas que fue escrito por el botánico francés Hermano Sennen y publicado en el año 1933 con el nombre de Catálogo de la flora del Rif oriental y principalmente de las Cabilas limítrofes con Melilla . . ..